# Astripomoea tubiflora
Astripomoea tubiflora är en vindeväxtart som först beskrevs av Hallier f., och fick sitt nu gällande namn av Bernard Verdcourt. Astripomoea tubiflora ingår i släktet Astripomoea och familjen vindeväxter. Inga underarter finns listade i Catalogue of Life.